# ماين-تاونوس
ماين-تاونوس (بالألمانية: Main-Taunus-Kreis)‏ هو قضاء (منطقة) تقع في وسط ولاية هسن بألمانيا، حيث يشكل جزء من المنطقة الحضرية المحيطة بفرانكفورت. يحده الأقضية التالية: هوختاونوسكرايس، وقضاء مدينة فرانكفورت وغروس-غيراو وفيسبادن وراينغاو-تاونوس. تعد الماين-تاونوس ثاني أكثر قضاء (منطقة) ريفية اكتظاظا بالسكان في بألمانيا.

## الجغرافيا
تغطي المنطقة الجزء الجنوبي من تاونوس الجبال ويشكل  نهر الماين جزءا من الحدود في المنطقة  في الجنوب. تشكل  المنطقة أصغر منطقة من المناطق الريفية في ألمانيا.

## الشعار
|  | الجزء العلوي من الشعار تظهر عليه عجلة من مطرانية ماينز، أمَّا الجزء السفلي فيدل على قضبان أمراء إبشتاين. |

## البلدات والبلديات

مدن وبلدات ماين-تاونوس-كرايس

| المدن | البلديات                                   |
| --- | ------------------------------------------ |
| 1. باد سودن 2. إيبشتاين 3. إشبورن 4. فلورسهايم 5. هاترسهايم آم ماين 6. هوخهايم ‏ 7. هوفهايم 8. كلكهايم 9. شفالباخ آم تاونوس | 1. كريفتل 2. ليدرباخ آم تاونوس 3. زولتسباخ |

## المدن التوأمة
الأقضية التوأمة مع ماين-تاونوس هي: 
- سوليهال، المملكة المتحدة
- مقاطعة لودون، ولاية فرجينيا.

## وصلات خارجية
- الموقع الرسمي (بالألمانية)

إحداثيات: 50°04′47″N 8°26′58″E / 50.079723°N 8.449307°E